# Abu Kamil Nasr ibn Salih ibn Mirdas
Abu Kamil Nasr ibn Salih ibn Mirdas (en arabe : ) (mort le 22 mai 1038), aussi appelé Shibl al-Dawla, est le deuxième émir mirdasside d’Alep, entre 1029/1030 et 1038. Il est le fils aîné de Salah ibn Mirdas, fondateur de la dynastie. Il combat avec son père à la bataille de al-Uqhuwanah, près de Tibériade, où Salah est tué par l’armée fatimide dirigée par Anuchtakin al-Dizbari. Dès son arrivée au pouvoir, Nasr affronte une invasion de l’empereur Romain III Argyre. Manœuvrant habilement et profitant de l’inexpérience militaire du souverain byzantin, il remporte la bataille d'Azâz (1030).
Après son succès, il expulse son frère Thimal d’Alep mais reste sous la suzeraineté des Byzantins qui sont parvenus à reprendre l’offensive en dépit de leur défaite. Néanmoins, il se rapproche aussi des Fatimides dont il reconnaît la suzeraineté nominale en 1037, tout en reprenant le contrôle d’Hims. Or, le gouverneur fatimide de Syrie, Anouchtakin, ne reconnaît pas cette annexion. Avec son armée, il se porte à la rencontre de Nasr qui est tué au cours de la bataille, dans les environs de Hama. Thimal succède à son frère mais ne peut empêcher Alep de tomber aux mains d’Anuchtakin.
Au cours de son règne, Nasr restaure la citadelle d’Alep. Aidé par un vizir chrétien, il étend la cité pour faire face à l’afflux de Musulmans des campagnes environnantes. Si Nasr domine la région du nord de la Syrie, la Haute Mésopotamie est dirigée par Thimal. S’il entretient des relations difficiles avec les Banu Kilab, il s’allie aux Banu Numayr dont il marie l’une des femmes, la princesse al-Sayyida Alawiyya, avec qui il a un fils connu, Mahmud, qui règne sur Alep entre 1065 et 1075.

## Biographie
Nasr est le fils aîné de Salah ibn Mirdas, l'émir de la tribu des Banu Kilab et fondateur de la dynastie des Mirdassides. En 1025, l'émirat d'Alep couvre la majeure partie du nord de la Syrie, de l'ouest de la Haute Mésopotamie et des cités syriennes plus centrales comme Sidon, Baalbek et Hims. Même s'il agit en seigneur indépendant, il reconnaît la suzeraineté nominale des Fatimides. Toutefois, en 1029, il est aux côtés d'Hassan ibn Muffarij, l'émir des Jarrahides, quand il affronte une armée fatimide dirigée par Anuchtakin al-Dizbari. En mai 1019, les deux armées s'affrontent à la bataille de al-Uqhuwanah, près du lac de Tibériade, qui se termine en déroute pour Salah ibn Mirdas, qui y perd la vie ainsi tout comme son plus jeune fils. 
Nasr parvient à s'échapper et à revenir à Alep où son autre frère, Thimal, gère les affaires courantes en l'absence de son père. La numismatique atteste du choix de Salib ibn Mirdas en faveur de Thimal, qui apparaît à ses côtés sur les pièces de monnaie. Néanmoins, il semble que les deux frères trouvent un modus vivendi et dirigent ensemble l'émirat. Nasr s'installe dans la ville et Thimal dans la citadelle d'Alep. Dans tous les cas, ils doivent gérer les conséquences de la défaite de leur père, qui a entraîné la perte de nombreuses cités comme Sidon, Baalbek, Hims ou Rafaniyya. 

## Guerre avec les Byzantins

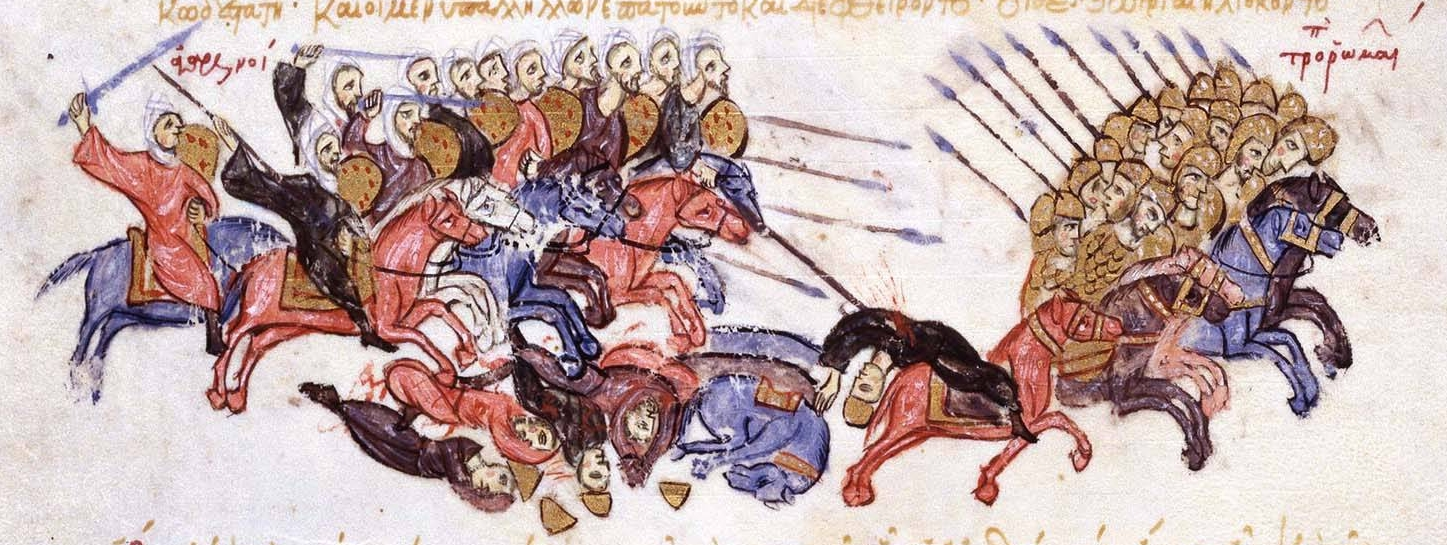
La bataille d'Azaz dans la chronique de Skylitzès de Madrid.

D'entrée, Nasr et Thimal sont en butte à la menace byzantine. Le dux d'Antioche Michel Spondylès voit une occasion de profiter de leur inexpérience pour instaurer un protectorat sur Alep et contrecarrer les ambitions fatimides. Il envoie une force armée mais elle tombe dans une embuscade planifiée par les deux frères à Qaybar, en juillet 1029. Michel Spondylès est alors congédié par Romain III qui décide d'avancer en personne contre Alep, probablement pour affermir sa légitimité sur le trône et avec l'ambition apparente de remplacer les Mirdassides par Mansour ibn Lu'lu'.
Romain III arrive à Antioche le 20 juillet 1030 avec une forme d'approximativement 20 000 hommes, principalement des mercenaires. Il envoie alors un message aux émirs d'Alep pour leur demander de lui céder la ville. Nasr la rejette et envoie des messagers convaincre Romain de ne pas l'attaquer. Il se montre prêt à accepter la suzeraineté impériale et à respecter le traité de 969 mais n'hésite pas à prévenir les Byzantins qu'il dispose des moyens de se défendre. L'empereur réagit en s'emparant des émissaires et continue son avancée. Il établit son campement vers Azâz, au nord-ouest d'Alep. Nasr et Thimal font évacuer leurs familles et mobilisent plusieurs tribus bédouines dont les Banu Kilab et les Banu Numayr, ainsi que des Musulmans de la région d'Alep. Le gros des troupes reste avec Thimal pour défendre la cité et sa citadelle, tandis que Nasr et moins d'un millier de cavaliers s'avancent à la rencontre de l'ennemi. 
L'empereur byzantin a choisi un endroit aride pour installer son camp sous le ciel d'été. Il envoie alors un détachement vers la forteresse d'Azâz mais il tombe dans un piège et est mis en pièces par les troupes mirdassides. Marqué par cet échec, Romain III préfère battre en retraite et Nasr profite du départ indiscipliné des troupes byzantines pour lancer l'assaut et mettre en déroute l'armée adverse. Selon Michel Psellos, Romain III lui-même n'échappe que de peu à la capture.

## L'émir d'Alep

### Prise d'Alep
Une fois ce succès acquis, Nasr souhaite se débarrasser de son frère. Deux versions existent de la prise du pouvoir par Nasr mais s'accordent autour du fait qu'il profite de l'absence de Thimal pour prendre la citadelle. Selon le premier récit d'Ibn al-Adim, Nasr et ses hommes prennent la citadelle de force alors que Thimal est dans un des camps des Banu Kilab dans les environs d'Alep, pour convaincre sa femme de revenir dans ville. Thimal réagit alors en mobilisant des hommes mais le retour en force des Byzantins contraint les deux camps à un arrangement. Nasr obtient le contrôle de la partie syrienne de l'émirat tandis que Thimal dirige la portion mésopotamienne. 
Selon le deuxième récit, provenant de Yahya d'Antioche, Nasr s'empare de la ville juste après la bataille d'Azâz. Quand Thimal quitte Alep pour ramener sa famille dans la cité, Nasr prend le contrôle de la citadelle. Pour l'historien Suhayl Zakkar, c'est le scénario le plus probable car Nasr demande immédiatement le soutien des Byzantins et accepte de payer un tribut de 500 000 dirhams, en dépit de sa victoire. Il veut probablement consolider son pouvoir face au risque de riposte de Thimal et de ses soutiens. 

### Suzeraineté byzantine et menace fatimide
Romain accepte l'offre de Nasr et fait de l'émirat un vassal de l'Empire. Rapidement, ce point devient le principal obstacle à de bonnes relations entre Byzantins et Fatimides, alors qu'un accord commence à être négocié entre les deux puissances en 1031. Romain III souhaite inclure l'émirat dans le traité mais meurt en 1034 et son successeur, Michel IV, est bien plus conciliant avec les Fatimides. Les négociations se concluent en 1036 par une trêve de dix ans, sans que le sort d'Alep ne soit tranché. Selon Zakkar, « il apparaîtrait que les Byzantins, par ce traité, résolvent la majorité de leurs contentieux avec les Fatimides tout en ne montrant guère d'intérêt pour Alep ou alors ne la mettant pas sur un pied d'égalité en termes d'importance politique ». 
Le traité byzantino-fatimide affaiblit la position de Nasr et l'oblige à améliorer ses relations avec les Fatimides. Dès 1030, il a cherché leur approbation de son autorité en envoyant une large part du butin de guerre fait à Azâz au calife az-Zahir. En retour, le calife reconnaît sa légitimité. L'émissaire de Nasr semble rester un long moment au Caire et ne revient à Alep qu'après l'accession au trône califal d'al-Mustansir en 1036. Selon Zakkar, il serait resté aussi longtemps en raison de désaccords sur l'obligation de Nasr de poursuivre le paiement d'un tribut aux Byzantins plutôt qu'aux Fatimides, ainsi qu'à des réserves émises par ces derniers sur les prétentions de Nasr de gouverner Hims. 
À la suite du traité de 1036, l'empereur Michel IV joue les médiateurs entre Nasr et al-Mustansir en conseillant au premier d'accepter les conditions des Fatimides, lesquelles ne sont pas connues. Dans l'ensemble, les chroniqueurs sont avares en informations sur les relations entre Nasr et les Fatimides entre 1030 et 1036. Finalement, en 1037, les émissaires de Nasr rentrent à Alep avec un document l'officialisant comme gouverneur d'Hims, ainsi que des cadeaux du calife. Enfin, celui-ci le gratifie des titres nobiliaires de mukhtaṣ al-umara, khāṣtuʾl-imām, shams al-dawla wa majdihā et de dhuʾl-azīmatayn.

### Fortifications
Sous Nasr, la cour de l'émirat se déplace au sein de la citadelle d'Alep et ne réside plus dans un palais de la ville ou de ses alentours. Nasr fait aménager la citadelle pour y établir ses appartements. 
En 1033, pour compenser la perte de la forteresse d'Hisn ibn Akkar, passée dans le giron du gouverneur fatimide de Tripoli, Nasr fait renforcer le château d'Hisn al-Safh, le futur krak des Chevaliers. Il y place une garnison d'auxiliaires kurdes.

### Politique intérieure
Dès sa prise de pouvoir, Nasr nomme un chrétien d'Alep comme vizir, al-Mu'ammal al-Shammas, pour administrer les affaires civiles et militaires. La ville doit alors gérer un important afflux de paysans et de nomades, qui s'installent à l'extérieur des remparts. Al-Mu'ammal et son frère supervisent l'urbanisation de cette « banlieue » et bâtit des mosquées et des hammams. 
Nasr s'assure de liens solides avec les Numayrides, des alliés anciens des Mirdassides, en se mariant avec al-Sayyida Alawiyya, la sœur de Shabib ibn Waththab, l'émir d'Harran.
Du fait de son statut de vassal de l'Empire byzantin, Nasr rencontre l'opposition de Salim ibn al-Mustafad, le chef des ahdath (une milice urbaine) d'Alep, nommé par son père. Il ne tarde pas à déclencher une rébellion parmi ses hommes, soutenus par les éléments populaires de la ville, notamment du quartier Zajjajin. Le gouverneur byzantin d'Antioche réagit en demandant à Nasr de tuer le rebelle, ce qu'il fait en 1034.

### Chute et mort
Quand il a acquis la cité d'Hims en 1037, Nasr s'est aussi aliéné le gouverneur fatimide Ja'far ibn Kulayd al-Kutami qui s'en retrouve dépossédé. Celui-ci se tourne alors vers le gouverneur de Syrie, Anuchtakin, qui s'inquiète aussi des ambitions des Mirdassides. En effet l'acquisition de Hims par Nasr bénéficie aussi aux Byzantins, désormais potentiellement maîtres des voies de communication entre la mer et la frontière irakienne. Anuchtakin exprime ses craintes auprès du vizir fatimide, Ali al-Jarjara'i mais c'est bien ce dernier qui a confié Hims à Nasr, justement pour contrecarrer les ambitions d'Anuchtakin. Ce dernier n'attend pas la réponse du Caire et, avec les forces d'Ibn Kulayd, décide de reprendre le contrôle du nord de la Syrie. Il peut compter sur les forces venant des Banu Kalb et des Banu Tayy, ainsi que de factions dissidentes des Banu Kilab. Enfin, il s'assure de la neutralité des Byzantins qui acceptent qu'il prenne Alep, dès lors qu'il continue de leur verser un tribut. 
Dès qu'il apprend que Anuchtakin approche, Nasr mobilise ses propres troupes, y compris celles loyales à Thimal et s'avance contre son adversaire. Mais la bataille tourne à son désavantage et il doit se retirer près de Hama pour se regrouper. De son côté, Anuchtakin poursuit son effort et met à sac la ville de Hama avant de se diriger contre le camp de Nasr. Le 22 mai 1038, les deux armées s'affrontent à Tell Fas, un site à l'ouest de Latmin, dans les environs nord-ouest de Hama. Au cours des combats, Thimal et ses hommes font défection, ce qui laisse Nasr en grande infériorité numérique face aux Fatimides. La raison de cet abandon n'est pas bien connu mais il est probable que Thimal profite des événements pour reprendre la main sur Alep. En effet, Nasr est rapidement submergé et périt au combat, tandis que sa tête est présentée à Anuchtakin et son corps exposé sur la porte de la citadelle de Hama.